# Operacja Juno
Operacja Juno – operacja niemieckiej Kriegsmarine, w trakcie kampanii norweskiej podczas II wojny światowej, której pierwotnym celem było zbombardowanie portów norweskich oraz zniszczenie alianckich transportowców na Morzu Północnym w celu zmniejszenia naporu aliantów na Narwik. Siłami niemieckimi dowodził admirał Wilhelm Marschall.

## Przebieg operacji
Zespół niemiecki w składzie: pancerniki: "Gneisenau", "Scharnhorst", ciężki krążownik: "Admiral Hipper" oraz cztery niszczyciele opuścił Kilonię 4 czerwca 1940. Dwa dni później okręty niemieckie uzupełniły paliwo na morzu z okrętu zaopatrzeniowego "Dittmarschen". Po uzupełnieniu zapasów zespół niemiecki skierował się na poszukiwanie alianckich konwojów, o których obecności na morzu został poinformowany admirał Marschall. Pierwszymi ofiarami flotylli były brytyjski zbiornikowiec "Oil Pioneer" i eskortujący go trałowiec HMS "Juniper". Po zniszczeniu tych jednostek okręty Kriegsmarine podążały dalej na północ, napotykając nieeskortowane statki: transportowiec wojska SS "Orama" oraz okręt szpitalny "Atlantis". Admirał Marschall zgodnie z międzynarodowym prawem wojennym polecił nie atakować okrętu szpitalnego, nakazując jednak zatopienie "Oramy". Po tych atakach Marshall zdecydował się odesłać krążownik "Admiral Hipper" i niszczyciele do Trondheim dla uzupełnienia zapasów paliwa, zaś pancerniki skierował na północ, by poszukiwać jednostek alianckich prowadzących w tym czasie ewakuację z Norwegii. Decyzja ta była sprzeczna z rozkazami otrzymanymi ze sztabu Kierownictwa Wojny Morskiej (Seekriegsleitung).

## Starcie pod Jan Mayen
9 czerwca niemieckie pancerniki w rejonie wyspy Jan Mayen natknęły się na brytyjski lotniskowiec HMS "Glorious" i eskortujące go niszczyciele: "HMS Ardent" i "HMS Acasta". Lotniskowiec pozbawiony był osłony lotniczej własnych maszyn, ponieważ cały pokład startowy zastawiony był ewakuowanymi z Norwegii samolotami myśliwskimi Hawker Hurricane i Gloster Gladiator. Brytyjskie niszczyciele postawiły zasłonę dymną, która miała ukryć lotniskowiec, co jednak nie zapobiegło jego zniszczeniu. O godzinie 17.20 załoga lotniskowca otrzymała rozkaz opuszczenia jednostki, zaś niszczyciel "Ardent" zatonął w wyniku trafienia ciężkim pociskiem w komory amunicyjne. Pod koniec walki niszczycielowi "Acasta" udało się trafić torpedą "Scharnhorsta" powodując poważne uszkodzenia na pancerniku. Ostatecznie i "Acasta" została zniszczona ogniem artyleryjskim. Z załogi trzech brytyjskich okrętów wyratowano 44 rozbitków.

## Zakończenie operacji
W związku z ciężkimi uszkodzeniami na "Scharnhorscie" – uszkodzonymi maszynowniami oraz 48 zabitymi członkami załogi admirał Marshall został zmuszony do przerwania operacji i wycofania swoich okrętów do Trondheimu.